# Орехово (Багратионовский район)
Орехово — посёлок в Багратионовском районе Калининградской области. Входит в состав Гвардейского сельского поселения.

## История
В 1910 году население Альтхофа составляло 534 жителя, в 1933 году - 533 жителя, в 1939 году - 516 жителей.
В 1946 году Альтхоф был переименован в поселок Орехово.

## Население
| 2002 | 2010 |
| ---- | ---- |
| 129  | ↗177 |